# Saurauia macrotricha
Saurauia macrotricha är en tvåhjärtbladig växtart som beskrevs av Wilhelm Sulpiz Kurz och William Turner Thiselton Dyer. Saurauia macrotricha ingår i släktet Saurauia och familjen Actinidiaceae. Inga underarter finns listade i Catalogue of Life.